# Werner Barkholt
Pater Werner Barkholt SJ (* 25. Februar 1902 in Hagenau, Reichslande Elsaß-Lothringen; † 18. Juli 1942 im KZ Dachau) war ein deutscher Jesuit und römisch-katholischer Priester. Als entschiedener Gegner des Nationalsozialismus wurde er wegen regimekritischer Äußerungen verfolgt und starb im Konzentrationslager.

## Leben
Werner Barkholt war der Sohn eines Kaufmanns. Er wuchs in Krefeld auf und besuchte später Gymnasien in Darmstadt und Montabaur.
Am 10. April 1923 trat er in das Noviziat der Jesuiten in s’Heerenberg/Niederlande ein. Seine Studien absolvierte er in Bonn und Münster. Stärker als für sein Studium interessierte er sich für die praktische Seelsorge. 1932 empfing er in Münster die Priesterweihe. 1933 wirkte Werner Barkholt zunächst einige Monate als Vikar in Frankfurt am Main und wechselte dann in das Jesuitenkloster „Ignatiushaus“ in Essen, wo er sich vor allem der Jugendseelsorge widmete. Ab 1936 war er in der dort neu gegründeten St.-Ignatius-Pfarrgemeinde als Kaplan tätig. Von Essen aus wurde er als Prediger auch in die umliegenden Städte des Ruhrreviers eingeladen. Am 6. März 1938 wandte er sich in einer Fastenpredigt in der Pfarrkirche Sankt Urbanus in Gelsenkirchen-Buer gegen die von den Nationalsozialisten propagierte „Entchristlichung des deutschen Volkes“. Aufgrund seiner Ausführungen in dieser Predigt, die von der Gestapo als „herabsetzende Äußerungen über Staat und Bewegung“ gewertet wurden, die „geeignet waren, Zwietracht in die Bevölkerung zu tragen und Ruhe und Ordnung zu stören“, wurde ihm vom Reichssicherheitshauptamt in Berlin am 28. April 1938 ein Redeverbot für das gesamte Reichsgebiet auferlegt. Da die Predigt nicht wörtlich mitgeschrieben worden war, reichten die Beweise aus Sicht der Gestapoleitstelle in Düsseldorf allerdings nicht aus, um ein Strafverfahren einleiten und einen Haftbefehl erwirken zu können.
Wegen des Redeverbotes sah sich Pater Barkholt gezwungen, seine Kaplanstelle in Essen aufzugeben. Er nahm ein Studium in Bonn auf. In der Annahme, dass durch eine von Adolf Hitler am 9. September 1939 erlassene Amnestie auch das gegen ihn verhängte Redeverbot erloschen wäre, trat er im April 1940 eine Stelle als für die Kinder- und Jugendseelsorge zuständiger Kaplan in dem zur Pfarrgemeinde Sankt Gudula in Rhede gehörenden Pfarrbezirk Vardingholt an.
Sehr bald geriet er auch in seiner neuen Kaplanstelle in Konflikt mit der örtlichen Nationalsozialisten. Auf Veranlassung der Ortsgruppe der NSDAP in Rhede wurde er am 3. September 1940 festgenommen und ab dem 10. September 1940 in Untersuchungshaft gebracht. Laut Gestapobericht wurde ihm vorgeworfen, sich – entgegen dem nach wie vor bestehenden Redeverbot – in einer Predigt am 7. Juli 1940 dahin geäußert zu haben, dass Kinder auch nach einem nächtlichen Fliegerangriff morgens die Heilige Messe besuchen sollten. Die für die Anklageerhebung notwendige Zustimmung wurde vom zuständigen Reichsjustizministerium zunächst nicht erteilt, weil dieser Anklagepunkt als nicht strafrelevant eingestuft wurde. Am 13. November 1940 stimmte das Ministerium allerdings einem zweiten Anklagebegehren zu. Nun wurde dem Kaplan vorgeworfen, sich anlässlich eines Seelsorgebesuches bei einer Familie seiner Gemeinde in Vardingholt gegen den erfolgten Einmarsch deutscher Truppen in Holland geäußert sowie die von den Nationalsozialisten in Aussicht gestellte kurze Dauer des Krieges und den nationalsozialistischen Sieg bezweifelt zu haben. Am 7. Dezember 1940 wurde Pater Barkholt von dem in der benachbarten Kreisstadt Borken tagenden Sondergericht Dortmund wegen Vergehens gegen das Heimtückegesetz zu einer Haftstrafe von 10 Monaten verurteilt, auf die allerdings die dreimonatige Untersuchungshaft angerechnet wurde.
Unmittelbar nach seiner Entlassung aus der Strafhaft wurde der Jesuitenpater von der Gestapo in Schutzhaft genommen und am 8. August 1941 ins Konzentrationslager Dachau eingeliefert. Er erhielt die Häftlingsnummer 26.890 und wurde im dortigen Pfarrerblock untergebracht. Wie sein Mithäftling Pater Otto Pies berichtete, hatte sich Werner Barkholt bereits im Gefängnis einen schweren Herzschaden zugezogen, sodass er schon sehr geschwächt in Dachau eintraf. Das Herzleiden führte bei ihm zu großer Nervosität und Ängstlichkeit. Er musste – wie die meisten hier inhaftierten Priester – im Arbeitskommando „Plantage“ Feldarbeit verrichten. Infolge der unzureichenden Ernährung verschlimmerte sich sein gesundheitlicher Zustand beträchtlich. Als ihn seine geistlichen Mithäftlinge schließlich am 16. Juli 1942 zur Versorgung ins Krankenrevier bringen wollten, verhinderte dies zunächst der SS-Oberscharführer Fronappel gewaltsam. Erst am Abend gelang seine Unterbringung im Krankenrevier. Dort starb Pater Barkholt zwei Tage später.

## Gedenken
Die zwischen 1934 und 2010 bestehende Pfarrgemeinde St. Martin in Krefeld ehrte ihn mit einer Gedenktafel in der Turmkapelle der 1931 errichteten ehemaligen Pfarrkirche. Im Seelsorgebezirk der späteren Pfarre in einer Arbeitergegend im Krefelder Süden, die damals noch zu der von 1903 bis 1922 von Hermann Joseph Sträter geleiteten Mutterpfarrei St. Josef gehörte, hatte Barkholt seine Jugend verbracht.
Werner Barkholt wurde als Glaubenszeuge in das von dem Kölner Priester Helmut Moll zusammengestellte deutsche Martyrologium des 20. Jahrhunderts aufgenommen.
Die Stadt Krefeld führt ihn am Hauptfriedhof unter den Opfern der Konzentrationslager  Liste der Denkmäler in Krefeld#Gedenkstätte für die Opfer der Konzentrationslager
In der Stadt Rhede wurde der Pater-Barkholt-Weg nach ihm benannt.